# شعار جزر تركس وكايكوس
أعتمد شعار جزر تركس وكايكوس في عام 1965م. يتكون الشعار من درع أصفر بداخله روبيان وصبار ومحار. وعلى جانبيه طيور النحام (الفلامنغو) وعلى رأسه طائر بجع يقف على اثنين من نبات السيزال على كومة حبال.